# Voutoúchos (Arcadie)
Voutoúchos (grec moderne : Βουτούχος) est une localité située dans le dème de Tripoli, dans le district régional d'Arcadie, dans la periphérie du Péloponnèse, en Grèce.
Selon le recensement de 2011, elle compte 2 habitants.